# Henry William Herbert

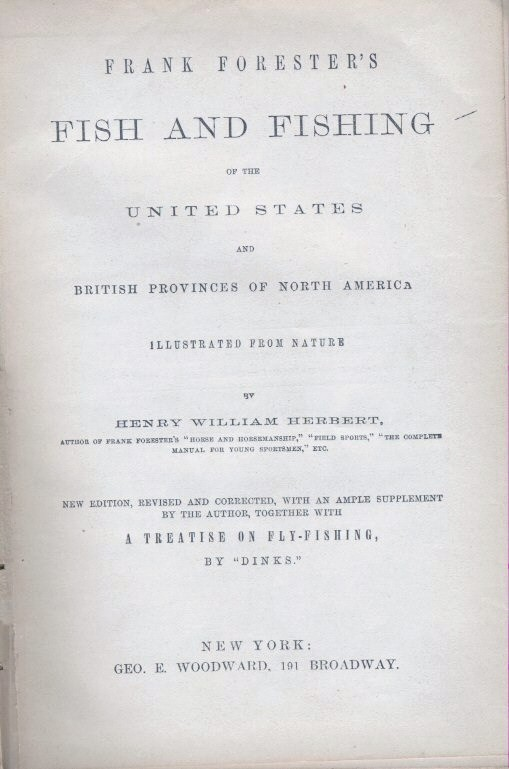
Página inicial de Fish and Fishing of The Estados Unidos (1859), de Frank Forrester.

Henry William Herbert, que escribió con el seudónimo Frank Forester (3 de abril de 1807 - 17 de mayo de 1858), fue un novelista inglés y escritor de deportes.
Se educó en el Colegio Eton y en Caius College, de Cambridge, donde se graduó como Bachiller en Artes en 1830. Para escapar de sus deudas, emigró a los Estados Unidos, y desde 1831 hasta 1839 enseñó griego en una escuela privada en Nueva York. En 1833 inició la American Monthly Magazine, que él editaba, junto a A. D. Patterson, hasta 1835.
En 1834 publicó su primera novela, The Brothers: a Tale of the Fronda, que fue seguida por otras que alcanzaron popularidad, incluyendo:
- The Village Inn; or the Adventures of Bellechassaigne
- The Lord Of The Manor; or, Rose Castleton's Temptation: An Old English Story
- Guarica, the Charib Bride: A Legend of Hispaniola
- The Deerstalkers; or, Circumstantial Evidence: A Tale of the South-Western Counties
- The Fair Puritan. An historical romance of the Days of Witchcraft
- The Warwick Woodlands; or Things as They Were There
- The Roman Traitor; or the Days of Cicero, Cato and Cataline, A True Tale of The Republic
- Marmaduke Wyvil; or The Maid's Revenge

Además escribió estudios históricos, incluyendo:
- The Cavaliers of Inglaterra (1852)
- The Knights of Inglaterra, France and Scotland (1852)
- The Chevaliers of France (1853)
- The Captains of the Old World; as Compared with the Great Modern Strategists (1851).
- Oliver Cromwell; or, Inglaterra's Great Protector
- Memoirs Of Henry The Eighth Of Inglaterra With The Fortunes And Characters Of His Six Wives

Adicionalmente a esos trabajos, es conocido por sus trabajos en deportes, publicados bajo el pseudónimo de Frank Forester. Incluyen:
- The Field Sports of the Estados Unidos and British Provinces (1849)
- Frank Forester and his Friends (1849)
- The Fish and Fishing of the Estados Unidos (1850)
- The Young Sportsman's Complete Manual (1852)
- The Horse and Horsemanship in the Estados Unidos and British Provinces of North America (1858)

Además tradujo varias de las novelas de Eugène Sue y Alexandre Dumas (padre) al inglés.
Se suicidó en Nueva York.